# داسيا سولنزا

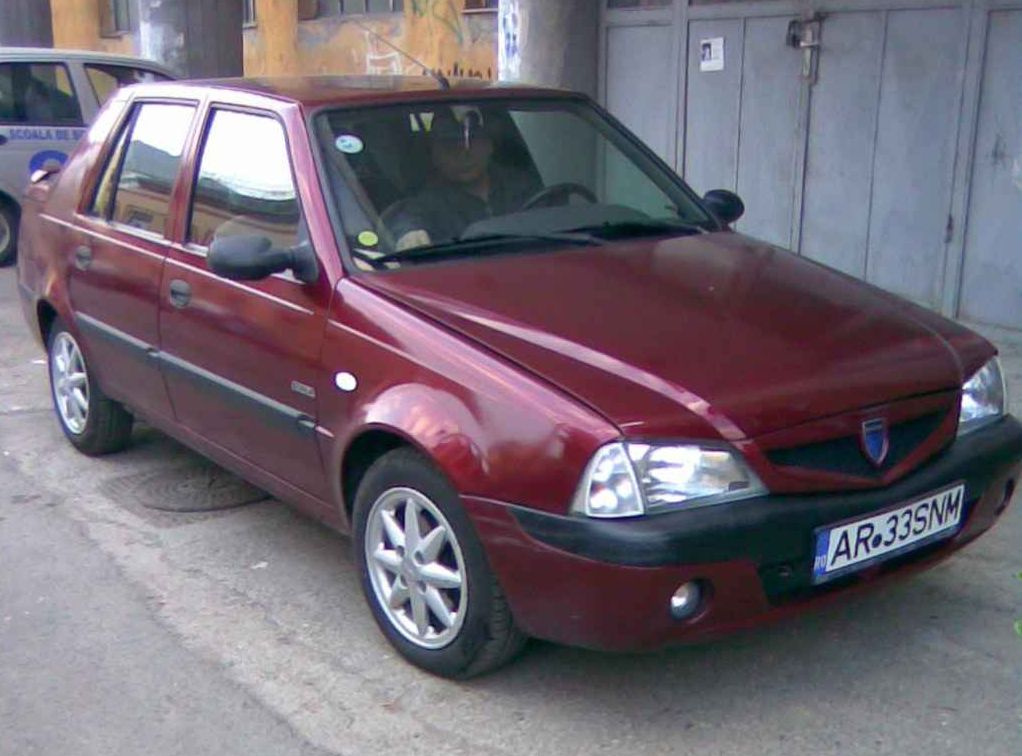
سولنزا

داسيا سولنزا هي سيارة تنتج من قبل شركة داسيا الرومانية بمساعدة رينو الفرنسية، واستمر الإنتاج من 2003 حتى 2005 , وتعتبر سولنزا أجمل من شقيقتها سوبر نوفا .
انتشرت سولنزا في رومانيا وفي بعض دول أوروبية وعربية مثل سوريا , لكن لم تحقق النتائج التي توقعتها رينو، ولذلك قامت الشركة بإنتاج داسيا لوغان .

## معرض صور

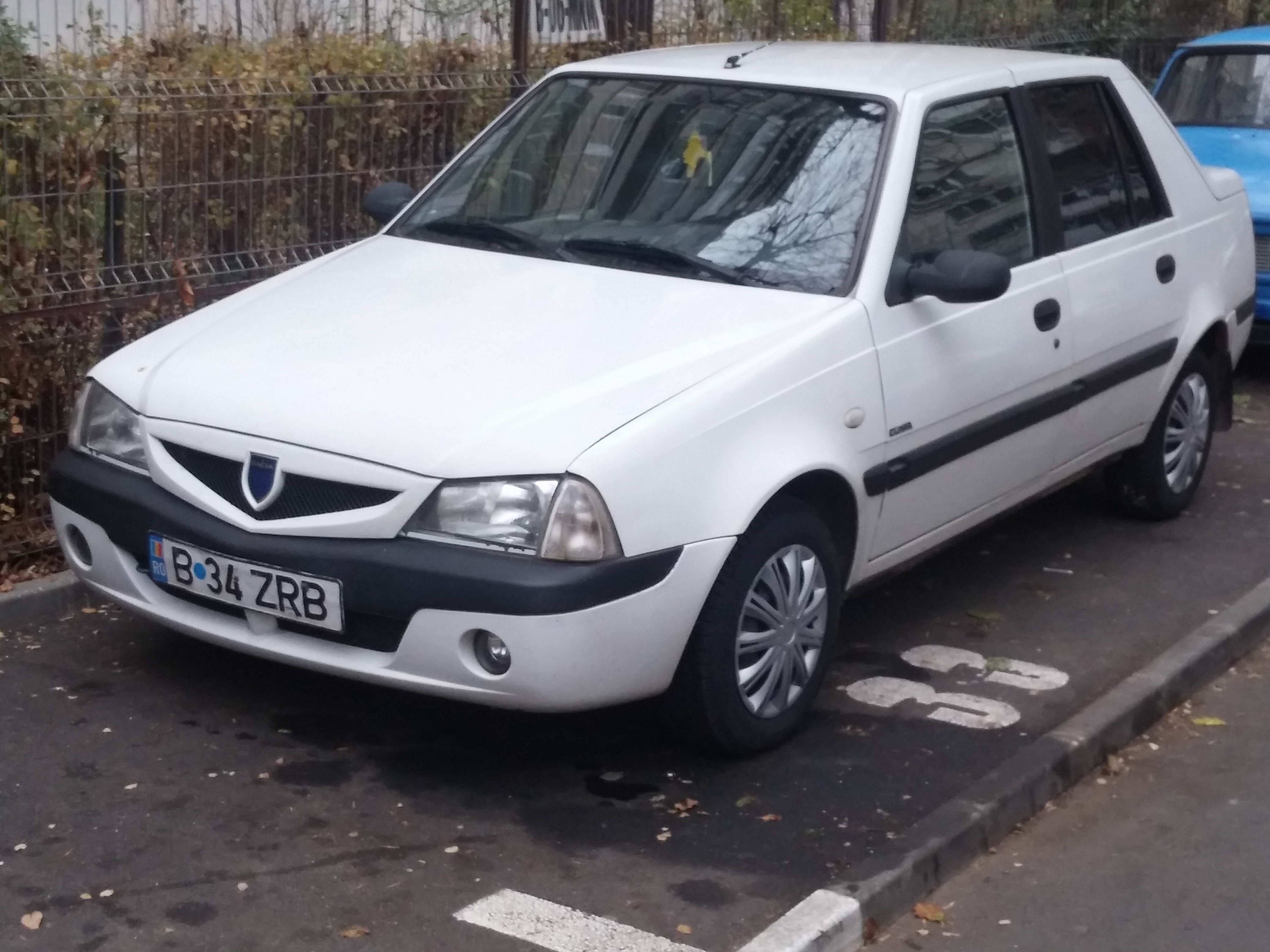
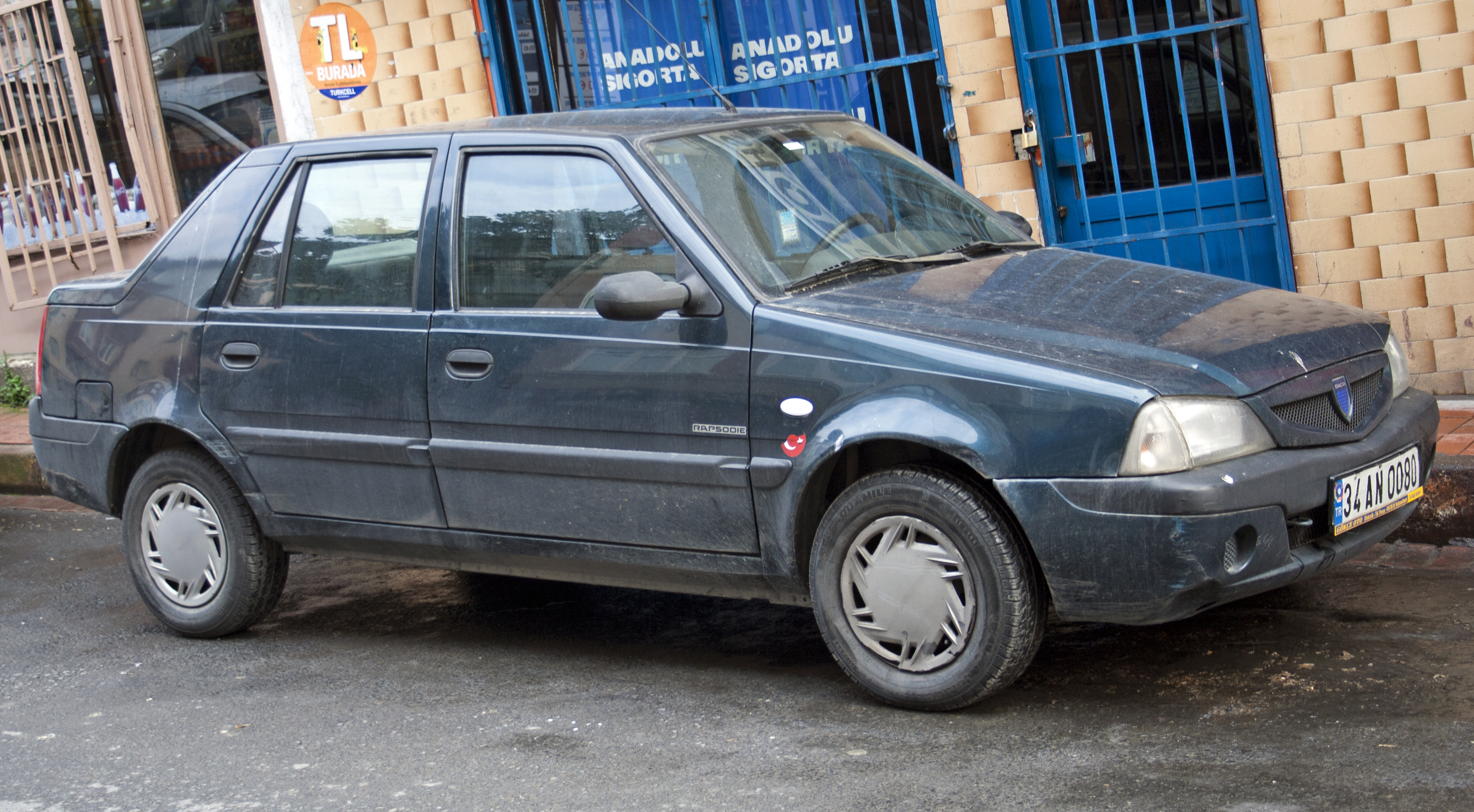
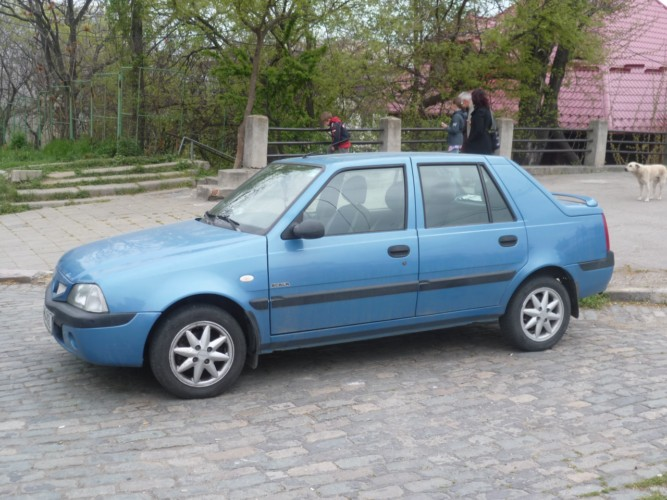